# Deuna
Deuna är en ortsteil i kommunen Niederorschel i Landkreis Eichsfeld i förbundslandet Thüringen i Tyskland. Deuna var en kommun fram till 1 januar 2019 när den uppgick i Niederorschel. Kommunen Deuna hade 1 157 invånare 2018.